# 愛爾蘭副總理
愛爾蘭副總理（愛爾蘭語：單數稱 Tánaiste，複數稱 Tánaistithe，正式稱謂 An Tánaiste）是愛爾蘭共和國的副政府首腦，由總理提名，再由愛爾蘭總統任命。職位是在1937年，根據愛爾蘭共和國憲法設立。
現任愛爾蘭副總理是西蒙·哈里斯。

## 名稱由來
愛爾蘭副總理的愛爾蘭語名稱（Tánaiste）源自古代，定義是「皇帝的繼承人」。

## 職務
副總理是在總理不能行使職務、逝世或辭職的時候代替總理執行職務，直到繼任人被選出或總理再能行使職務為止。副總理必須是內閣官員，也會在任內出席愛爾蘭國務院會議。
副總理的職位已被為一個虛銜。在聯合政府之下，副總理的職位是由第二大執政黨的黨魁擔任，並且可以管理任何一個部門。在單一政黨政府之下，副總理的職位經常是由老一輩的政治家擔任。他們通常會擔任一些不太重要的內閣大臣職位。